# Britta Waldschmidt-Nelson

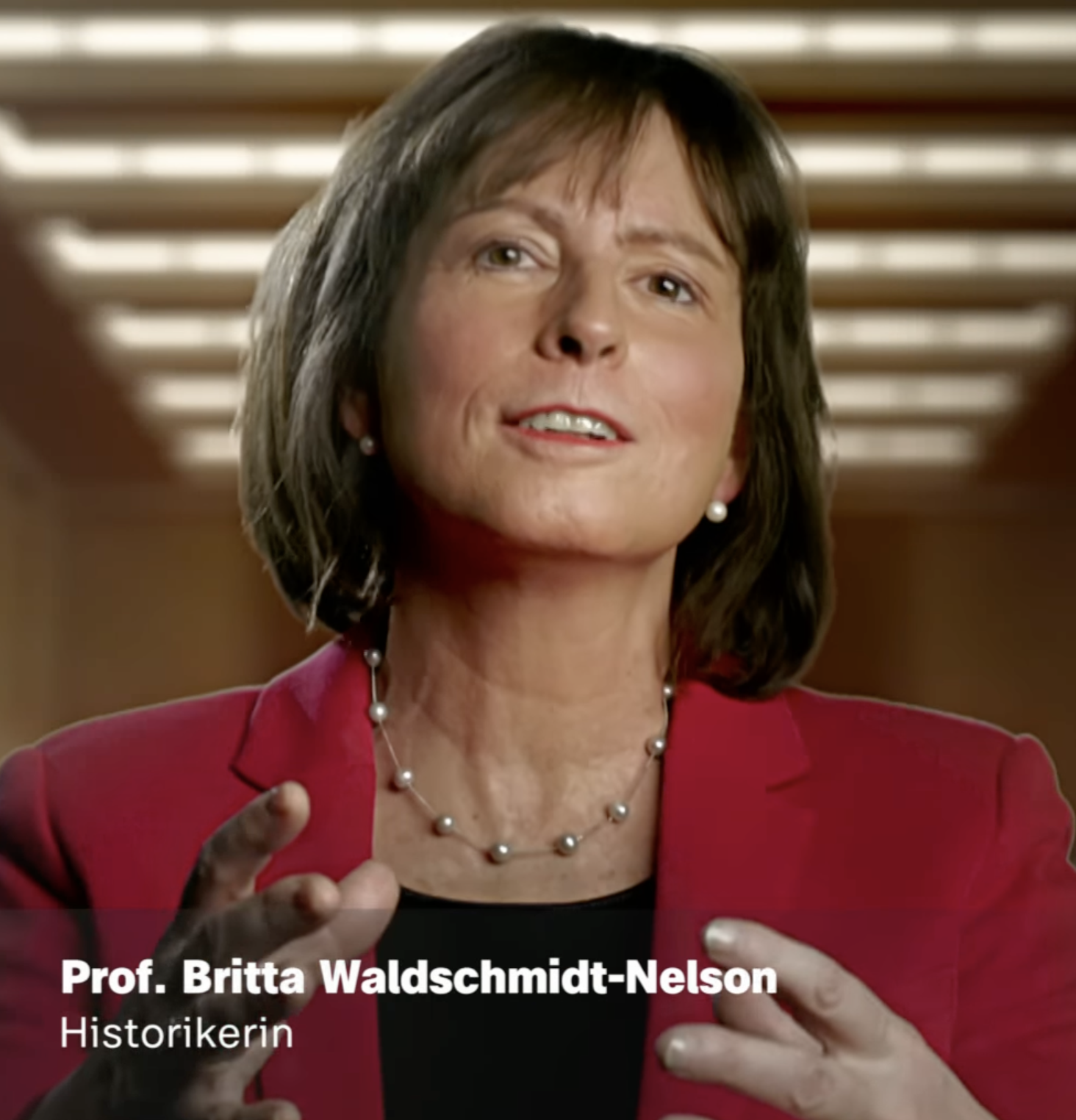
Britta Waldschmidt-Nelson

Britta Waldschmidt-Nelson (* 9. April 1965 in Dortmund) ist eine deutsche Historikerin und seit Oktober 2016 Professorin für die Geschichte des europäisch-transatlantischen Kulturraums an der Universität Augsburg.

## Leben
Aufgewachsen in Dortmund, studierte Waldschmidt-Nelson sowohl an der Westfälischen Wilhelms-Universität in Münster als auch an der University of California in Davis sowie der Ludwig-Maximilians-Universität in München (LMU) An der LMU erlangte sie 1992 ihren Magister artium sowie den Dr. phil. im Jahr 1997 in Nordamerikanischer Kulturgeschichte. 2006 habilitierte sie sich an der Fakultät für Sprach- und Literaturwissenschaft ebenfalls an der LMU, wo sie auch seit 1994 als wissenschaftliche Mitarbeiterin, Assistentin und außerplanmäßige Professorin für Nordamerikanische Geschichte und Kultur am Amerika-Institut der LMU tätig war. Ihre Forschungsschwerpunkte umfassen die afro-amerikanische Geschichte, transatlantische Beziehungen sowie Religionsgeschichte der USA und Gender Studies. Von 2011 bis September 2016 war Waldschmidt-Nelson stellvertretende Direktorin des Deutschen Historischen Instituts Washington in den Vereinigten Staaten. Mit ihrem Mann und ihren drei Töchtern lebt sie in München.

## Schriften (Auswahl)

### Monographien
- From Protest to Politics: Schwarze Frauen in der Bürgerrechtsbewegung und im Kongress der Vereinigten Staaten. Frankfurt a. M.: Campus, 1998. ISBN 978-3-593-36114-7
- Gegenspieler: Malcolm X und Martin Luther King, Jr. Frankfurt a. M.: Fischer, 2000, (6) 2010. ISBN 978-3-596-14662-8
- Christian Science im Lande Luthers: Die Entwicklung einer amerikanischen Religionsgemeinschaft in deutschen Kontexten. Stuttgart: Steiner, 2009. ISBN 978-3-515-09380-4
- Dreams and Nightmares: Martin Luther King, Malcolm X, and the Struggle for Black Equality in America. Gainesville: University Press of Florida, 2011.
- Malcolm X: Der schwarze Revolutionär. München: C.H. Beck, 2015. ISBN 978-3-406-67537-9 (2., aktualisierte Auflage, 2025, ISBN 978-3-406-83253-6).

### Sammelbände
- Europe and America: Cultures in Translation. Britta Waldschmidt-Nelson, Markus Hünemörder und Meike Zwingenberger Hrsg. Heidelberg: Winter Verlag, 2006, ISBN 978-3-8253-5258-5.
- Martin Luther King: Leben, Werk und Vermächtnis. Hg. Michael Haspel und Britta Waldschmidt-Nelson. Weimar: Wartburg, 2008.
- The Transatlantic Sixties: Europe and the United States in the Counterculture Decade. Hg. Clara Juncker, Gregorz Kosc, Sharon Monteith und Britta Waldschmidt-Nelson. Bielefeld: transcript Verlag, 2013.
- Staging a Dream: Untold Stories and Transatlantic Legacies of the March on Washington. Hg. Britta Waldschmidt-Nelson, Marcia Chatelain und Sharon Monteith, GHI Bulletin-Special Issue Nr. 11, Washington, D.C., 2015.
- Inventing the „Silent Majority“: Conservative Mobilization in Western Europe and the United States in the 1960s and 1970s. Hg. Anna von der Goltz und Britta Waldschmidt-Nelson. London, New York u. a.: Cambridge University Press, 2017.
- Forging Bonds Across Borders: Transnational Women’s Rights and Social Justice Movements of the 19th Century. Hg. Anja Schüler und Britta Waldschmidt-Nelson, GHI Bulletin, No.13, Washington, D.C.: GHI, 2017.
- Cultural Mobility and Knowledge Formation in the Americas. Hg. Volker Depkat und Britta Waldschmidt-Nelson. Heidelberg: Winter, 2019.